# Заволжје
Заволжје (рус. Заволжье) град је у Русији у Нижњеновгородској области. Према попису становништва из 2010. у граду је живело 40460 становника.

## Становништво
| 1939.  | 1959.  | 1970.  | 1979.  | 1989.  | 2002.  | 2010.  |
| ------ | ------ | ------ | ------ | ------ | ------ | ------ |
| 12.117 | 20.015 | 34.912 | 41.490 | 44.630 | 43.971 | 40.460 |